# Conchocarpus modestus
Conchocarpus modestus är en vinruteväxtart som beskrevs av J. A. Kallunki. Conchocarpus modestus ingår i släktet Conchocarpus och familjen vinruteväxter. Inga underarter finns listade i Catalogue of Life.